# Station Opole Port
Station Opole Port is een spoorwegstation in de Poolse plaats Opole.